# Јосип Кулунџић
Јосип Кулунџић (Земун, 1. август 1899 — Београд, 1. децембар 1970) био је драмски писац, преводилац дела за позориште, редитељ драма и опера, теоретичар драме и позоришта, професор драматургије, уредник позоришних листова и часописа. Био је главни уредник часописа Сцена (1965–1969). У позоришној култури Југославије био присутан пет деценија (1921–1970).

## Биографија
Јосип Кулунџић потиче из трговачке породице. Основну школу и гимназију завршио је у Земуну 1918. Завршио Филозофски факултет у Београду 1926. године, студије наставио у Дрездену, Бечу, Паризу и Прагу и завршио специјалне студије драматургије и оперске режије у Паризу и  Берлину.
Од 1921. године био је помоћник драматурга ХНК-а у Загребу, а управник Драме (1926), уредник позоришног часописа Comoedia и Хрватска позорница као и предавач на Глумачкој школи. Године 1928. одлази у Новосадско-осјечко позориште
Након тога долази у Београд где је био драмски режисер у Београдскон народном позоришту од 1930. године. Мијењао је послове и боравишта у ужој Србији и Војводини, а најдуже је био професор на београдској Академији за позориште, филм, радио и телевизију (1949–68).
Био је велики познавалац европског позоришта, као и драмске књижевности и теорије, је и аутор низа стручних текстова.

## Сценариста
|                   | 1950 | 1960 | 1970 | Укупно |
| ----------------- | ---- | ---- | ---- | ------ |
| Дугометражни филм | 1    | 0    | 0    | 1      |
| ТВ филм           | 2    | 0    | 1    | 3      |
| Укупно            | 3    | 0    | 1    | 4      |

| Год.   | Назив                       | Улога \|- style="background: Lavender; text-align:center; " | 1950-е | 1950-е | 1950-е | 1950-е |
| 1953.  | Далеко је Сунце             | /                                                           |        |        |        |        |
| 1959.  | Мистериозни Камић (ТВ филм) | /                                                           |        |        |        |        |
| 1959.  | Лажа и Паралажа (ТВ филм)   | /                                                           |        |        |        |        |
| 1970-е |                             |                                                             |        |        |        |        |
| 1976.  | Клара Домбровска (ТВ филм)  | /                                                           |        |        |        |        |